# Nikolaj Maksimilianovič di Leuchtenberg
Nikolaj Maksimilianovič di Leuchtenberg (Николай Максимилианович Романовский князь Лейхтенбергский; Peterhof, 4 agosto 1843 – Parigi, 6 gennaio 1891) fu il IV duca di Leuchtenberg.

## Biografia
Era il terzogenito e primo figlio maschio di Massimiliano di Leuchtenberg e di sua moglie, la granduchessa Marija Nikolaevna Romanova. Era nipote dello zar Nicola I e pronipote di Giuseppina di Beauharnais.
Il principe nacque con una gamba più corta dell'altra. Questa grave disabilità portò i suoi genitori a seguire diversi trattamenti di ortopedia all'estero. Il bambino subì ben quattro operazioni alle gambe in Germania e nel Regno Unito, prima di essere ammesso alle cure del dottor Nikolaj Ivanovič Pirogov, che gli prescrisse alcuni esercizi in palestra per rafforzare i muscoli. Grazie a questo programma,  Nikolaj crebbe quasi normalmente e riuscì a cancellare il suo problema fisico.

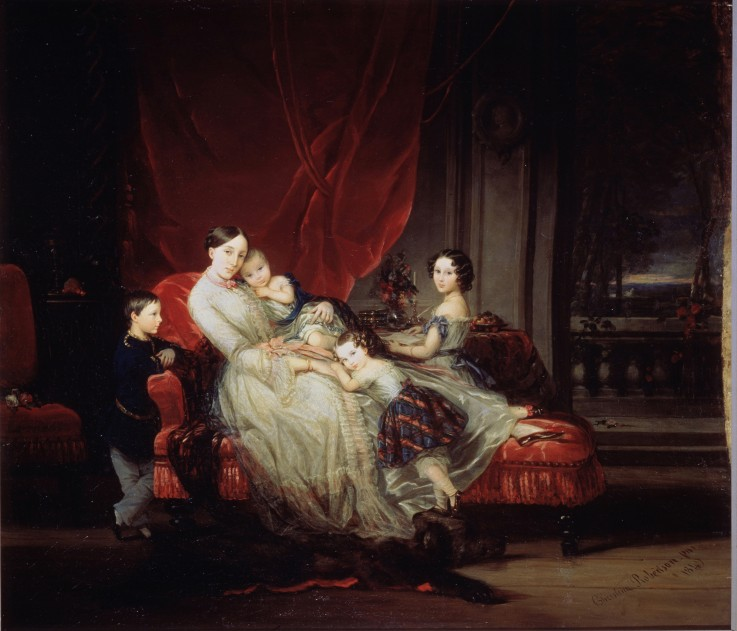
La granduchessa con i suoi figli nel 1849

Il nonno gli concesse il trattamento di Altezza Imperiale e il titolo di Principe Romanovskij.
Orfano di padre all'età di 9 anni, Nikolaj si legò ancora di più alla madre, con cui parlava in russo, quando la maggior parte dei membri della nobiltà preferiva il francese. Sua madre si sposò in segreto con il conte Grigorij Aleksandrovič Stroganov e Nicolaj godette di ottimi rapporti con il suo nuovo patrigno. Il principe era anche vicino a suo zio, lo zar Alessandro II, che era molto affettuoso con lui e spesso lo portava in viaggio con la famiglia imperiale in Russia o all'estero. Infine, Nikolaj mantenne ottimi rapporti con i suoi cugini, e soprattutto con lo Zarevic, con il quale passava molto tempo.
Ricevette un'istruzione di qualità. Mente curiosa e dotata nel campo della scienza, il principe frequentò i corsi presso l'Università statale di San Pietroburgo dal 1860. Contemporaneamente iniziò la carriera militare, raggiungendo il grado di tenente generale (1878).

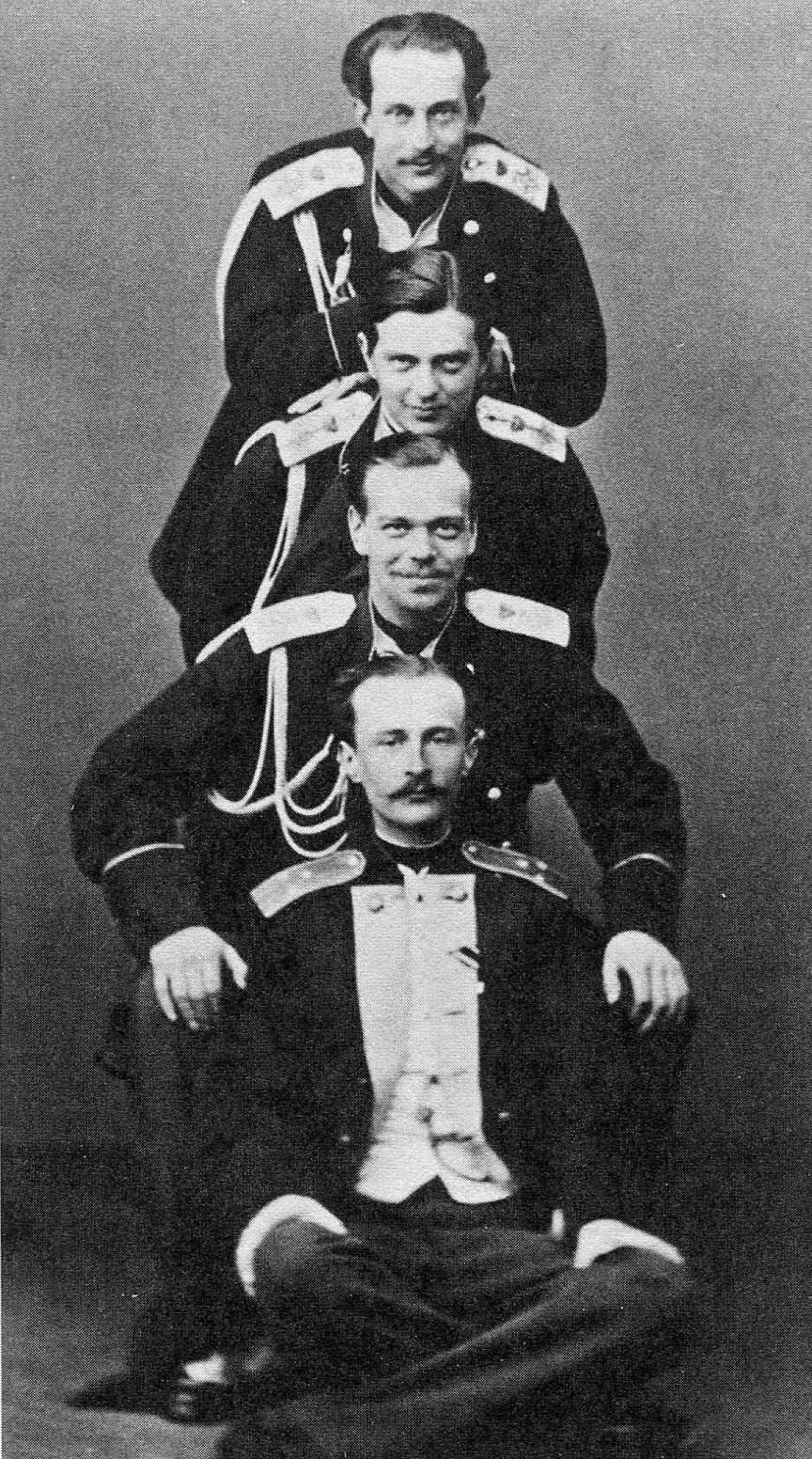
Il principe Nikolaj (in alto) con i suoi cugini Vladimir e Alessandro (in mezzo) e Alberto di Sassonia-Altenburg (in basso) nel 1860

### Re di Grecia?
Tra il 1850 e il 1860 il Regno di Grecia attraversava una grave crisi dinastica. Ottone di Grecia non aveva eredi e, secondo la costituzione, doveva succedergli uno dei suoi fratelli. Essi, però, essendo cattolici, si rifiutarono categoricamente di convertirsi alla religione dei greci. Ottone quindi andò diverse volte a Monaco di Baviera per cercare di convincere almeno uno dei suoi fratelli, ma senza successo. Di fronte a tale rifiuto, l'opinione pubblica ellenica era impaziente e parlava sempre più apertamente di cambiare dinastia. Così, dal 1858, i greci chiesero la nomina di Nikolaj come erede di Ottone. Cugino del re e membro della Chiesa ortodossa, il principe era infatti considerato dai sostenitori della Russia come il candidato ideale.
Infine, scoppiò una rivoluzione in Grecia nell'ottobre del 1862 e Ottone venne rovesciato. La popolazione, non avendo fiducia nella sua dinastia, convocò una riunione per eleggere un nuovo monarca. In Grecia, in quel momento circolavano due nomi di possibili candidati. Il partito filo-inglese sosteneva attivamente la candidatura del principe Alfredo, secondo figlio della regina Vittoria, mentre il partito filo-russo sosteneva ancora Nikolaj.
Dopo mesi di incertezza riguardo alla la successione, venne preso in considerazione il principe Guglielmo di Danimarca, fratello della principessa di Galles e cognato dello Zarevic, che venne proclamato re il 6 giugno 1863.

## Carriera
Come la maggior parte degli uomini del suo rango, Nikolaj entrò nell'esercito imperiale. Prese parte alle battaglie della guerra russo-turca (1877-1878) come generale di cavalleria.
Come suo padre, Nikolaj era un uomo di scienza, appassionato alla geologia, alla paleontologia e alla mineralogia. Pubblicò vari articoli sui minerali, sul berillo e sulla pirite magnetica. Nel 1865 venne nominato dallo zar presidente della Società imperiale di Mineralogia; sotto la sua guida che vennero riprodotte carte geologiche dell'Impero russo.

## Matrimonio
Nel 1863 incontrò, per caso, Nadežda Sergeevna Annenkova nella chiesa della Natività della Vergine, a Mosca. Separata da Vladimir Nikolaevič Akinfiev e madre di due bambine, la ragazza aveva una cattiva reputazione. Nota per la sua bellezza, si diceva che avesse spezzato i cuori di molti uomini, tra cui il cancelliere Aleksandr Mikhailovich Gorchakov, un figlio di quest'ultimo (Konstantin Aleksandrovič Gorchakov) e due granduchi.
Dopo qualche tempo, il loro rapporto diventò più serio e la coppia cercò di formalizzare il proprio rapporto. La giovane donna quindi cercò di ottenere il divorzio. In realtà, la legge russa riconosceva il divorzio, ma vietava agli ex coniugi di risposarsi o di essere ricevuti a corte, salvo in circostanze molto specifiche, come ad esempio per le vittime di adulterio, di abbandono o di abuso. Tuttavia, lo zar Alessandro II si oppose con determinazione al divorzio di Nadežda.
La situazione della coppia alla fine si evolse nel 1868. Nadežda rimase incinta e Nikolaj riuscì a convincere lo zio a fargli lasciare la Russia. Da parte sua, Nikolaj venne punito dall'imperatore, il quale lo informò che, se avesse trovato rifugio in Europa, avrebbe perso la nazionalità russa, la sua ricchezza e il rango. Nonostante questo, Nikolaj decise di andarsene e arrivò in Germania. Gli amanti poi si ritrovarono a Parigi, prima di sposarsi, qualche tempo dopo, nella cappella ortodossa del castello di Stein, in Baviera.

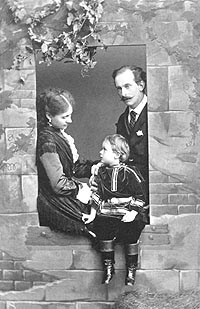
Nikolaj con la moglie e il figlio maggiore, 1872

In Russia, l'atteggiamento del duca provocò un enorme scandalo e lo zar, già furioso, fu obbligato a concedere a Nikolaj autorizzazioni retroattive per coprire la vergogna causata dalla sua diserzione dall'esercito. Dimenticando che lei stessa aveva contratto un'unione morganatica con il conte Stroganov, la granduchessa Marija rimase scioccata dal comportamento del figlio e si rifiutò di intervenire in suo favore con lo zar. Da parte loro, i fratelli di Nikolaj considerarono il suo atteggiamento deplorevole e ruppero ogni relazione con lui.
Da questa unione nacquero due figli:
- Nikolaj Nikolaevič (1868-1928)
- Georgij Nikolaevič (1872-1929)

I due bambini furono legittimati nel 1878, dopo un secondo matrimonio (ufficiale) dei loro genitori.
Per molti anni, la famiglia condusse una vita itinerante tra Parigi e Roma. Siccome lo zar lo aveva privato delle sue fortune e la madre si era rifiutata di aiutarlo, fu costretto ad accettare il sostegno finanziario della sorella maggiore di Nadežda, la marchesa Marija De Ferrari. La situazione della famiglia Leuchtenberg tuttavia migliorò a partire dal 1873, quando Nikolaj ereditò dalla zia, l'imperatrice vedova Amelia del Brasile, il piccolo castello di Stein, dove la famiglia si stabilì. Nel 1876 acquistò dagli eredi di un'altra zia, la regina Giuseppina di Svezia, piccole proprietà situata a Neureuth e Kloster Seeon.
Nonostante ciò, Nikolaj e Nadežda crearono una piccola corte a Stein. Appassionati di arti e scienze, ricevettero molti intellettuali, ma la situazione rimaneva precaria, soprattutto quella economica, e Nikolaj sentiva la mancanza della sua vita in Russia.

## Ritorno in Russia
Nel 1876 Nikolaj ottenne il permesso di ritornare in Russia per partecipare al funerale della madre. Tuttavia, il duca poté andare a San Pietroburgo da solo, senza la moglie e il figlio. Un anno dopo ottenne nuovamente il permesso di ritornare, questa volta per servire nell'esercito imperiale durante la guerra russo-turca (1877-1878).
Infine venne perdonato dallo zio nel 1879. Alessandro II riconobbe il matrimonio del nipote e concesse a Nadežda il titolo di "contessa Beauharnais", sollevando le proteste da parte del governo francese. Tuttavia, la coppia non ottenne ancora il permesso di stabilirsi in Russia.
Fu solo dopo la morte di Nikolaj e di suo zio che il nuovo zar, Alessandro III, il 23 novembre 1890 concesse ai suoi figli il titolo di "Duca di Leuchtenberg" con il trattamento di altezza. I due adolescenti furono esclusi dalla famiglia imperiale, a differenza degli altri membri della casa di Leuchtenberg, che mantenevano i titoli di "principi Romanovskij", e "Duca di Leuchtenburg" e il trattamento di Altezze Imperiali.

## Morte
Nel corso degli anni, la salute di Nikolaj si deteriorò. Fumatore incallito, scoprì di avere un cancro alla gola. Secondo alcune indiscrezioni, divenne dipendente dalla morfina. Morì a Parigi il 6 gennaio 1891. Ricevette gli onori militari da parte del governo francese, prima di essere rimpatriato in Russia da suo fratello, il principe Eugenio di Leuchtenberg.
Ricevette un funerale di stato, alla presenza dello zar Alessandro III, della corte e di molti scienziati, il 24 gennaio 1891. Il suo corpo fu poi sepolto nella cripta della Cappella della Resurrezione del monastero Sergeev Pustjn, che si trova nei pressi di San Pietroburgo. Vittima di un edema cerebrale, la moglie morì sei mesi più tardi e, secondo le sue ultime volontà, venne sepolta vicino a lui.
Nel 1962 le autorità sovietiche rasero al suolo la chiesa dove erano sepolti e le loro tombe andarono perse. Nel 1995, tuttavia, degli scavi autorizzati dalle autorità russe ritrovarono le loro tombe.

## Cultura

### Mineralogia
Identificato da Nikolaj, il leuchtenbergite è una varietà di clinocloro che è caratterizzato da basso contenuto di ferro.

### Letteratura
Secondo il biografo Belyakova, il rapporto tra Nikolaj e Nadežda sarebbe stata una delle fonti di ispirazione per Tolstoj quando scrisse il suo romanzo Anna Karenina.

## Ascendenza
|                                                     |                   |                                                    | Genitori                                               |  |  | Nonni |  |  | Bisnonni                  |  |  | Trisnonni                 |  |
|                                                     |                   |                                                    |                                                        |  |  |       |  |  | Alessandro di Beauharnais |  |  | François V de Beauharnais |  |
|                                                     |                   |                                                    |                                                        |  |  |       |  |  | Alessandro di Beauharnais |  |  | François V de Beauharnais |  |
|                                                     |                   | Marie Anne Henriette Françoise Pyvart de Chastulle |                                                        |  |  |       |  |  | Alessandro di Beauharnais |  |  |                           |  |
| Eugenio di Beauharnais                              |                   |                                                    |                                                        |  |  |       |  |  | Alessandro di Beauharnais |  |  |                           |  |
|                                                     |                   | Giuseppina de Tascher de la Pagèrie                | Joseph-Gaspard de Tascher de La Pagerie                |  |  |       |  |  |                           |  |  |                           |  |
|                                                     |                   | Giuseppina de Tascher de la Pagèrie                | Joseph-Gaspard de Tascher de La Pagerie                |  |  |       |  |  |                           |  |  |                           |  |
|                                                     |                   | Giuseppina de Tascher de la Pagèrie                | Rose-Claire des Vergers de Sanois                      |  |  |       |  |  |                           |  |  |                           |  |
| Maximilian de Beauharnais, III Duca di Leuchtenberg |                   | Giuseppina de Tascher de la Pagèrie                |                                                        |  |  |       |  |  |                           |  |  |                           |  |
|                                                     |                   | Massimiliano I di Baviera                          | Federico Michele di Zweibrücken-Birkenfeld             |  |  |       |  |  |                           |  |  |                           |  |
|                                                     |                   | Massimiliano I di Baviera                          | Federico Michele di Zweibrücken-Birkenfeld             |  |  |       |  |  |                           |  |  |                           |  |
|                                                     |                   | Massimiliano I di Baviera                          | Maria Francesca del Palatinato-Sulzbach                |  |  |       |  |  |                           |  |  |                           |  |
| Augusta di Baviera                                  |                   | Massimiliano I di Baviera                          |                                                        |  |  |       |  |  |                           |  |  |                           |  |
|                                                     |                   | Augusta Guglielmina d'Assia-Darmstadt              | Giorgio Guglielmo d'Assia-Darmstadt                    |  |  |       |  |  |                           |  |  |                           |  |
|                                                     |                   | Augusta Guglielmina d'Assia-Darmstadt              | Giorgio Guglielmo d'Assia-Darmstadt                    |  |  |       |  |  |                           |  |  |                           |  |
|                                                     |                   | Augusta Guglielmina d'Assia-Darmstadt              | Maria Luisa Albertina di Leiningen-Dagsburg-Falkenburg |  |  |       |  |  |                           |  |  |                           |  |
| Nikolaj Maksimilianovič di Leuchtenberg             |                   | Augusta Guglielmina d'Assia-Darmstadt              |                                                        |  |  |       |  |  |                           |  |  |                           |  |
|                                                     | Paolo I di Russia | Pietro III di Russia                               |                                                        |  |  |       |  |  |                           |  |  |                           |  |
|                                                     | Paolo I di Russia | Pietro III di Russia                               |                                                        |  |  |       |  |  |                           |  |  |                           |  |
|                                                     | Paolo I di Russia | Caterina II di Russia                              |                                                        |  |  |       |  |  |                           |  |  |                           |  |
| Nicola I di Russia                                  | Paolo I di Russia |                                                    |                                                        |  |  |       |  |  |                           |  |  |                           |  |
|                                                     |                   | Sofia Dorotea di Württemberg                       | Federico II Eugenio di Württemberg                     |  |  |       |  |  |                           |  |  |                           |  |
|                                                     |                   | Sofia Dorotea di Württemberg                       | Federico II Eugenio di Württemberg                     |  |  |       |  |  |                           |  |  |                           |  |
|                                                     |                   | Sofia Dorotea di Württemberg                       | Federica Dorotea di Brandeburgo-Schwedt                |  |  |       |  |  |                           |  |  |                           |  |
| Granduchessa Marija Nikolaevna di Russia            |                   | Sofia Dorotea di Württemberg                       |                                                        |  |  |       |  |  |                           |  |  |                           |  |
|                                                     |                   | Federico Guglielmo III di Prussia                  | Federico Guglielmo II di Prussia                       |  |  |       |  |  |                           |  |  |                           |  |
|                                                     |                   | Federico Guglielmo III di Prussia                  | Federico Guglielmo II di Prussia                       |  |  |       |  |  |                           |  |  |                           |  |
|                                                     |                   | Federico Guglielmo III di Prussia                  | Federica Luisa d'Assia-Darmstadt                       |  |  |       |  |  |                           |  |  |                           |  |
| Carlotta di Prussia                                 |                   | Federico Guglielmo III di Prussia                  |                                                        |  |  |       |  |  |                           |  |  |                           |  |
|                                                     |                   | Luisa di Meclemburgo-Strelitz                      | Carlo II di Meclemburgo-Strelitz                       |  |  |       |  |  |                           |  |  |                           |  |
|                                                     |                   | Luisa di Meclemburgo-Strelitz                      | Carlo II di Meclemburgo-Strelitz                       |  |  |       |  |  |                           |  |  |                           |  |
|                                                     |                   | Luisa di Meclemburgo-Strelitz                      | Federica d'Assia-Darmstadt                             |  |  |       |  |  |                           |  |  |                           |  |
|                                                     |                   | Luisa di Meclemburgo-Strelitz                      |                                                        |  |  |       |  |  |                           |  |  |                           |  |